# Urutau-de-asa-branca
O urutau-de-asa-branca (Nyctibius leucopterus) é uma espécie de ave da família dos nictibiídeos nativa da região da floresta Amazônica na América do Sul.
Pode ser encontrada no Brasil, na Guiana e no Peru. Está ameaçada por ocorrer apenas em florestas extensas e bem preservadas.
Os seus habitats naturais são florestas subtropicais ou tropicais húmidas de baixa altitude.
O nome urutau-de-asa-branca foi selecionado como nome vernáculo técnico para a espécie pelo Comitê Brasileiro de Registros Ornitológicos (CBRO) em 2021.